# Южный Солок
Южный Солок (индон. Solok Selatan) — округ в составе провинции Западная Суматра. Административный центр — город Паданг-Аро.

## География
Площадь округа — 3 346,2 км². На северо-западе граничит с округом Солок, на северо-востоке и востоке — с округом Дхармасрая, на западе — с округом Южный Песисир, на юге — с территорией провинции Джамби.

## Население
Согласно переписи 2010 года, на территории округа проживало 144 281 человек. В национальном составе преобладают представители народности минангкабау, а также яванцы.

## Административное деление
Территория округа Южный Солок административно подразделяется на 7 районов (kecamatan):
- Алам-Паух-Дуо
- Кото-Парик-Гаданг-Диатех
- Сангир
- Сангир-Балай-Джанго
- Сангир-Батангхари
- Сангир-Джуджуан
- Сунгай-Пагу